# فيرجينيا هابل
فيرجينيا هابل (بالإنجليزية: Virginia Hubbell)‏ هي كاتبة قصص مصورة أمريكية، ولدت في 23 مارس 1914، وتوفيت في 15 أبريل 2006.